# Borgward BX5

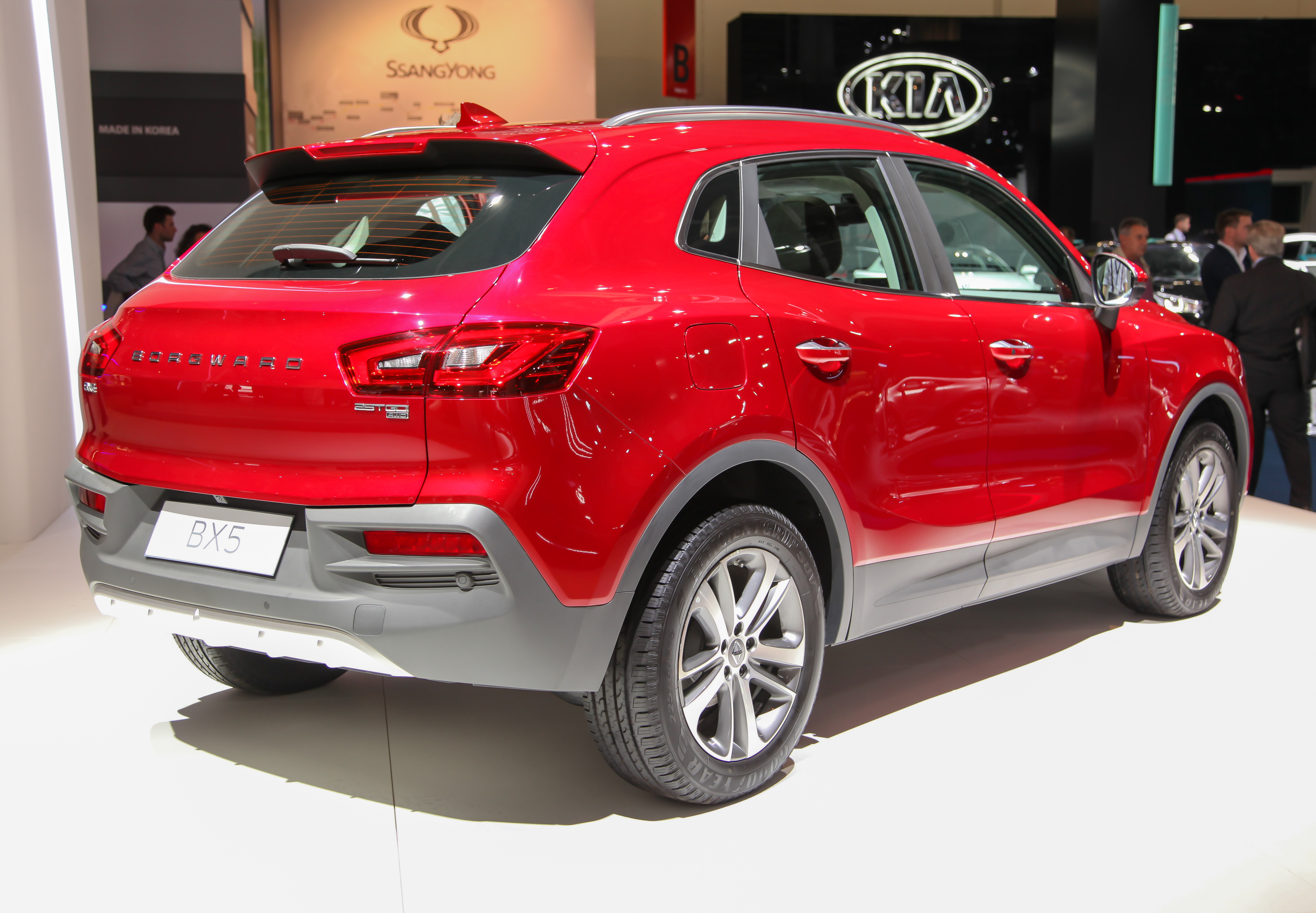
Heckansicht

Der Borgward BX5 ist ein Sport Utility Vehicle, das der chinesische Automobilhersteller Beiqi Foton Motor unter der Marke Borgward zwischen 2017 und 2021 anbot.

## Modellgeschichte
Die Weltpremiere des Fahrzeugs fand formal im Rahmen des 86. Genfer Auto-Salons (2016) statt. Wie der größere BX7 wurde der BX5 zunächst für den chinesischen Markt im Foton-Werk Miyun bei Peking produziert. Die dortige Markteinführung fand am 24. März 2017 statt. Der Crossover-SUV BX6 baut auf dem BX5 auf.
Der BX5 basiert wie der Huansu S5 auf dem 2016 eingeführten X55 der chinesischen Submarke Beijing Senova.

## Antrieb und Technik
In China wurde der Fünfsitzer zum Marktstart von einem maximal 140 kW (190 PS) leistenden, aufgeladenen 1,8-Liter-Ottomotor mit Benzindirekteinspritzung angetrieben. Serienmäßig hat der BX5 ein 6-Stufen-Automatikgetriebe und Vorderradantrieb, optional ist Allradantrieb verfügbar. Später folgten ein maximal 110 kW (150 PS) leistender 1,4-Liter-Ottomotor mit Vorderradantrieb und der Zweiliter-Ottomotor mit einer maximalen Leistung von 165 kW (224 PS) mit Allradantrieb aus dem BX7. Beide nachgefolgten Motoren sind mit Turbolader und Benzindirekteinspritzung ausgerüstet. In Deutschland sollte der BX5 anders als zunächst angedacht ausschließlich mit einem Elektromotor verkauft werden.

## Sicherheit
Bei den 2016 von C-NCAP durchgeführten Crashtests erhielt das Fahrzeug eine Gesamtwertung von fünf Sternen und eine Gesamtpunktezahl von 57,300 Punkten.

## Auszeichnungen
Wie auch der größere BX7 erhielten der BX5 und der BX6 TS 2016 den German Design Award.

## Technische Daten
|                                            | 20T GDI                    | 25T GDI                   | 28T GDI                  |
| ------------------------------------------ | -------------------------- | ------------------------- | ------------------------ |
| Bauzeitraum                                | 08/2017–08/2021            | 03/2017–08/2021           | 11/2017–08/2021          |
| Motorkenndaten                             |                            |                           |                          |
| Motortyp                                   | R4-Ottomotor               | R4-Ottomotor              | R4-Ottomotor             |
| Gemischaufbereitung                        | Benzindirekteinspritzung   | Benzindirekteinspritzung  | Benzindirekteinspritzung |
| Motoraufladung                             | Turbolader                 | Turbolader                | Turbolader               |
| Hubraum                                    | 1395 cm³                   | 1797 cm³                  | 1981 cm³                 |
| max. Leistung bei min−1                    | 110 kW (150 PS) / 5500     | 140 kW (190 PS) / 5500    | 165 kW (224 PS) / 5500   |
| max. Drehmoment bei min−1                  | 250 Nm / 1750–4000         | 280 Nm / 1750–4500        | 300 Nm / 1500–4500       |
| Kraftübertragung                           |                            |                           |                          |
| Antrieb, serienmäßig                       | Vorderradantrieb           | Vorderradantrieb          | Allradantrieb            |
| Antrieb, optional                          | —                          | (Allradantrieb)           | —                        |
| Getriebe, serienmäßig                      | 6-Gang-Schaltgetriebe      | 6-Gang-Automatikgetriebe  | 6-Gang-Automatikgetriebe |
| Getriebe, optional                         | [6-Gang-Automatikgetriebe] | —                         | —                        |
| Messwerte                                  |                            |                           |                          |
| Höchstgeschwindigkeit                      | k. A.                      | k. A. (190 km/h)          | k. A.                    |
| Beschleunigung, 0–100 km/h                 | k. A. [13,2 s]             | k. A. (9,3 s)             | k. A.                    |
| Kraftstoffverbrauch auf 100 km, kombiniert | 5,8 l Super [6,0 l Super]  | 6,9 l Super (7,3 l Super) | k. A.                    |
| CO2-Emission, kombiniert                   | k. A.                      | k. A.                     | k. A.                    |
| Tankinhalt                                 | 60 l                       | 60 l                      | 60 l                     |

- Werte in runden Klammern für Modelle mit optionalem Antrieb.
- Werte in eckigen Klammern für Modelle mit optionalem Getriebe.